# 南墨尔本市政厅

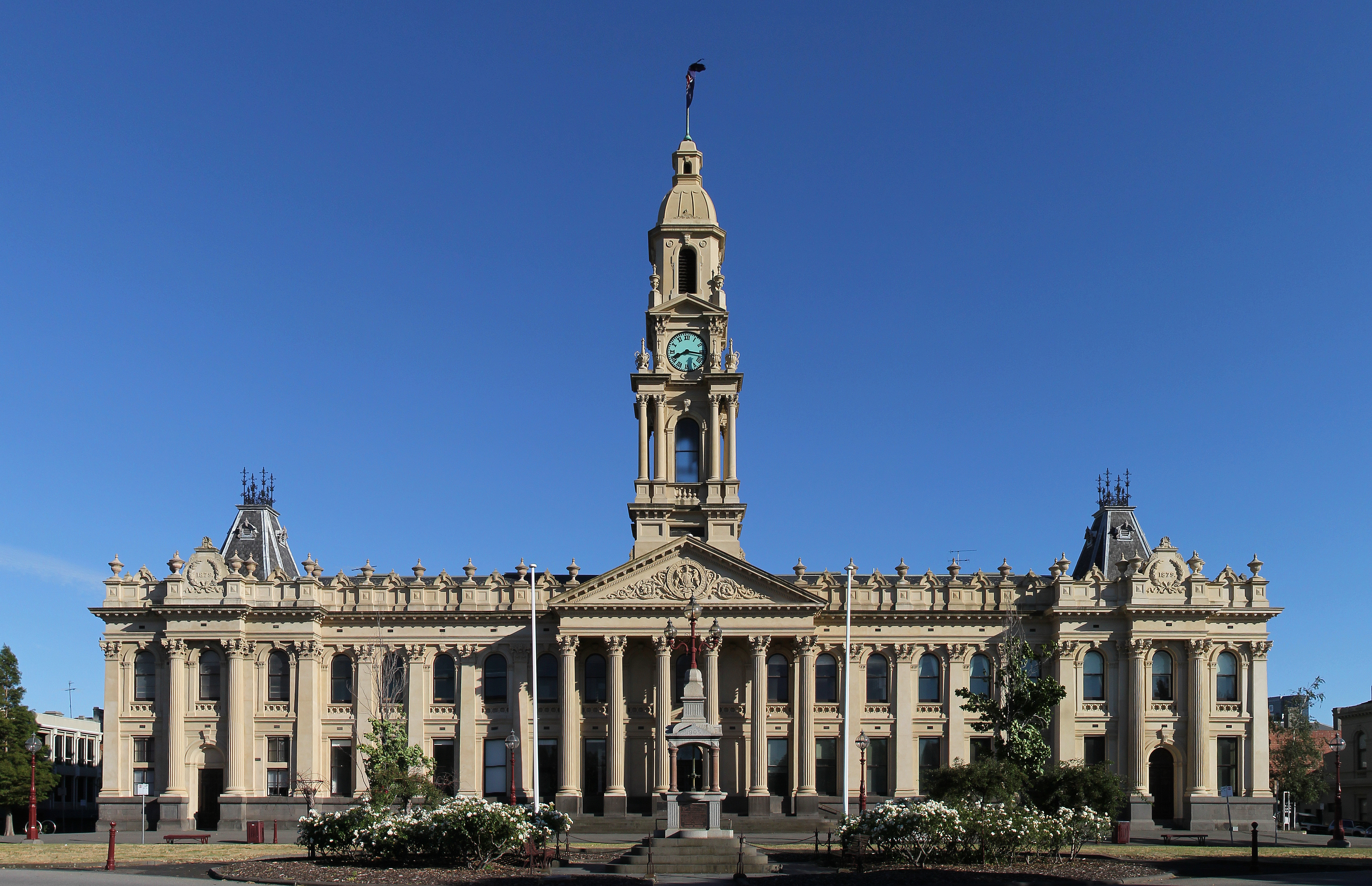
南墨尔本市政厅

南墨尔本市政厅（英語：South Melbourne Town Hall）是澳大利亚维多利亚州墨尔本郊区南墨尔本的一座市政建筑，位于银行街（Bank Street）。该建筑与公园以及前方的1905年波尔战争纪念馆，一起被列入维多利亚州遗产名录。

## 历史
南墨尔本市政厅建于1879年至1880年，由著名墨尔本建筑师查尔斯·韦伯（Charles Webb）设计。当时称为翡翠山镇议会（Emerald Hill Town Council），包括了公共大厅、机械学会和图书馆、邮电局、警察局、法院和消防队。

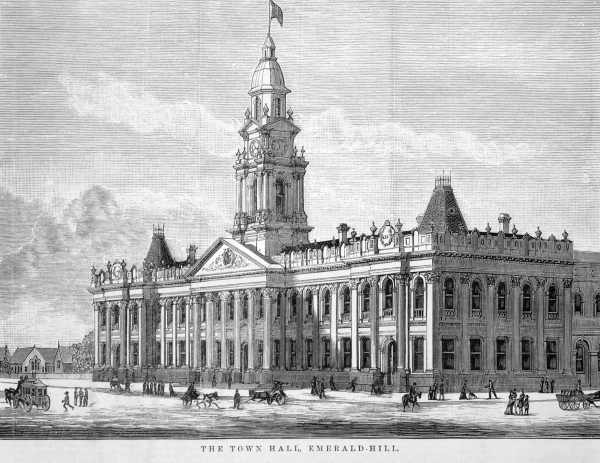
南墨尔本市政厅 1880

20世纪30年代，奥克利（Oakley）和帕克斯（Parkes）设计更新了一些室内元素，并安装了新的议会会议厅家具。
南墨尔本市政厅建在抬高的基地上，这是一个正式规划的街区的中心，前院是一个小型弯曲的公园。采用维多利亚学院式古典风格，具有法兰西第二帝国的特色，耸立着一座非常高的多层钟楼。
1994年，南墨尔本、墨尔本港和圣基尔达三市合并为新的菲利普港市。新的议会行政机构集中在圣基尔达市政厅，在南墨尔本市政厅只保留了二级办公室。同年，联邦政府成立了澳大利亚国立音乐学院（ANAM），成为该建筑的主要入驻者。该校是澳大利亚培养杰出音乐人才的国家中心，该建筑已成为一个音乐会场地。
该建筑于2004年修复，得益于州政府的遗产拨款，使1945年拆除的装饰性屋顶和铁质脊饰得以恢复，并恢复了原有的赭色外观。
2012年，维多利亚州的巅峰艺术组织“多元文化艺术维多利亚”（Multicultural Arts Victoria）迁入南墨尔本市政厅，以促进艺术中的文化多样性。

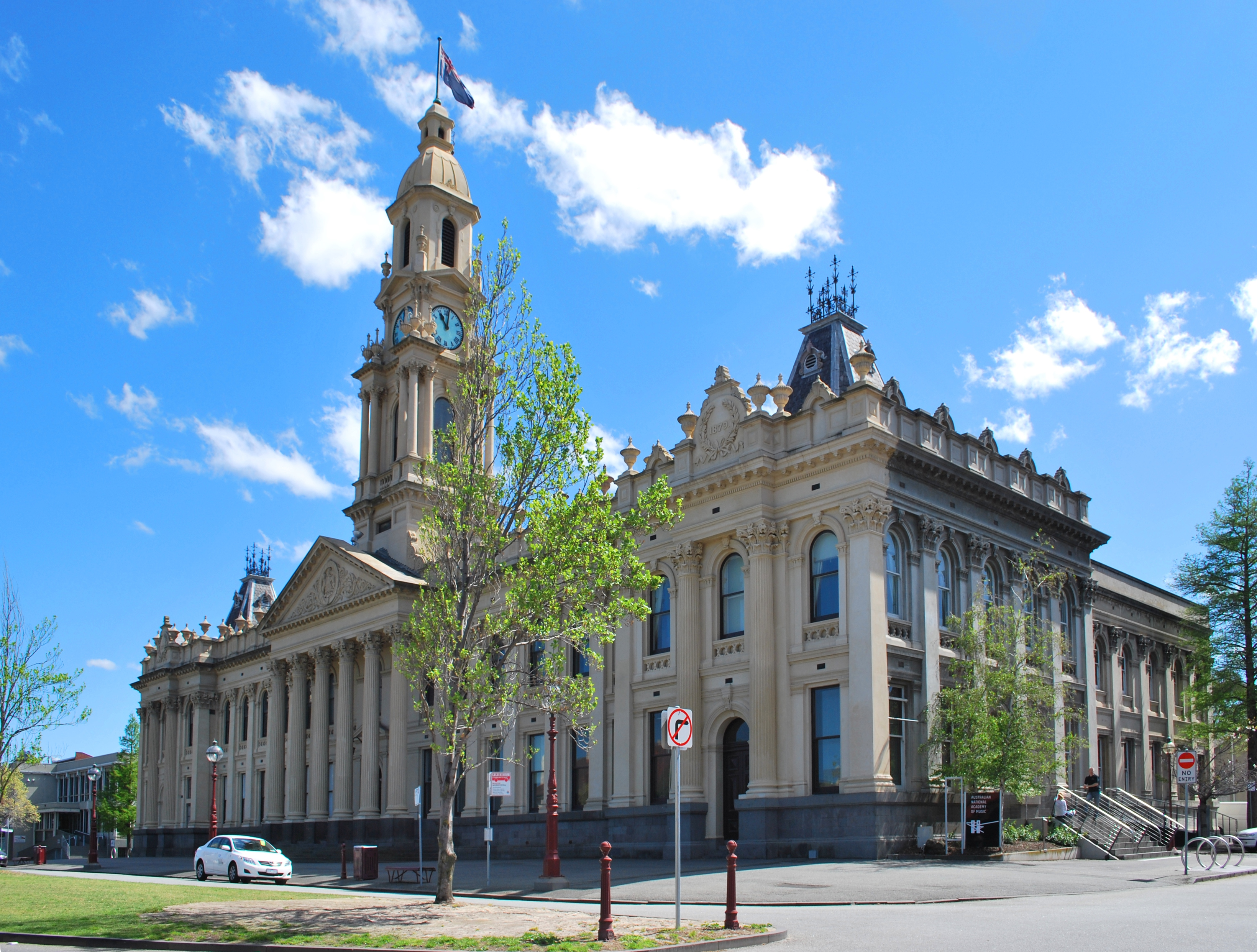
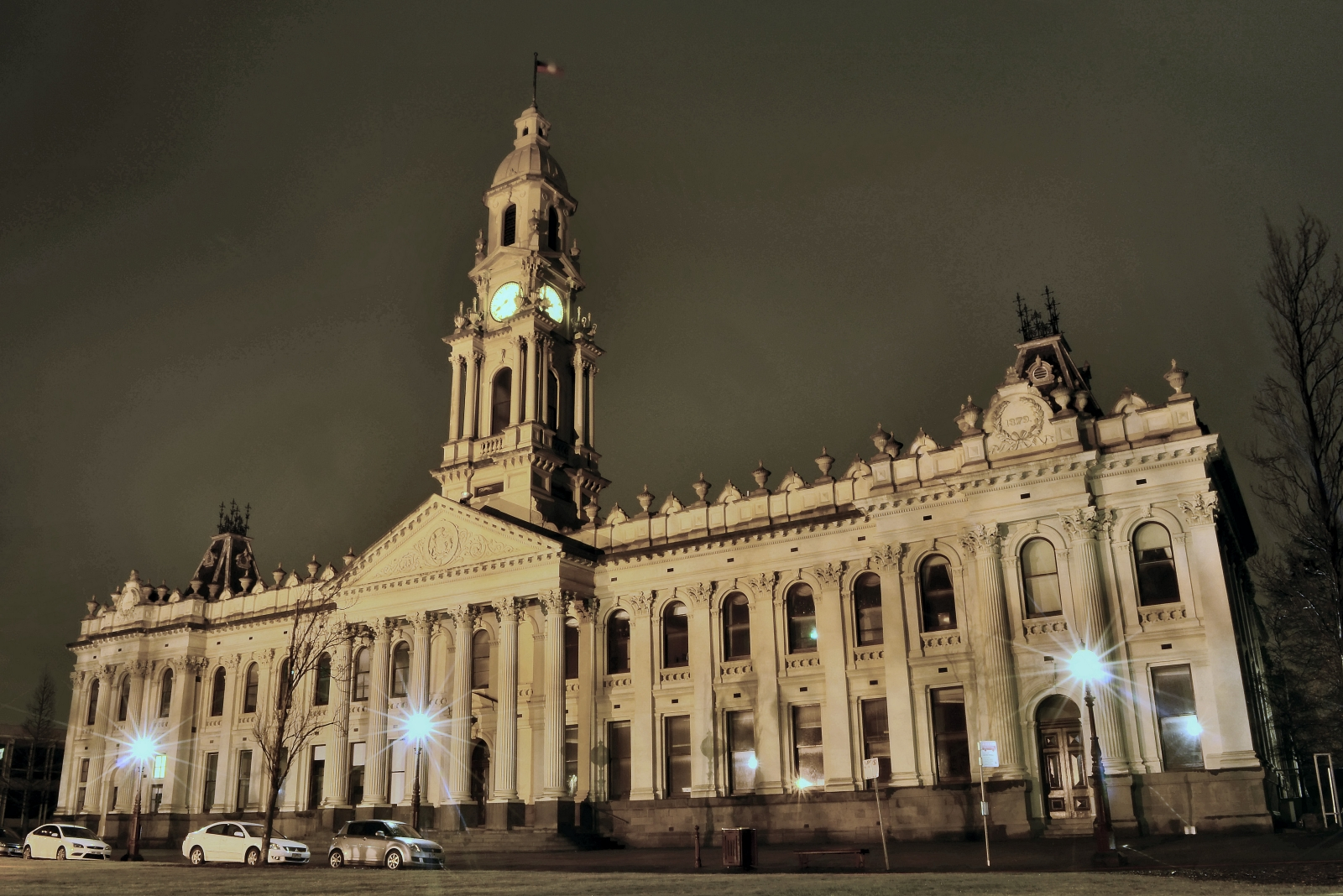

2018年，内部屋顶的重要部分倒塌。